# Spongionella
Spongionella é um gênero de esponja marinha da família Dictyodendrillidae.

## Espécies
- Spongionella erecta (Row, 1911)
- Spongionella foliascens Kelly-Borges, Pomponi & Vacelet, 1993
- Spongionella gracilis (Vosmaer, 1883)
- Spongionella monoprocta Lévi, 1961
- Spongionella nigra Dendy, 1889
- Spongionella pulchella (Sowerby, 1804)
- Spongionella pulvilla (Dendy, 1905)
- Spongionella ramodigitata (Topsent, 1901)
- Spongionella regularis (Ridley, 1881)
- Spongionella repens (Thiele, 1905)
- Spongionella repens (Topsent, 1928)
- Spongionella retiara (Dendy, 1916)
- Spongionella tubulosa Burton, 1937